# Mekoryuk
Mekoryuk è una città degli Stati Uniti d'America, situata sull'isola di Nunivak, nella Census Area di Bethel, nello Stato dell'Alaska.